# 石门寺建筑群
石门寺，位于山东省曲阜市东北21公里处的石门山镇石门山上。石门山方圆6平方公里，原名龙门山。宋代、明代本为全真观，1456年重建改为佛寺，原名玉泉寺，俗称石门寺。石门寺建筑群除了石门寺，还包括唐朝大诗人李白、杜甫宴别处，清代戏剧家孔尚任隐居处。